# ミッチェル撮影機

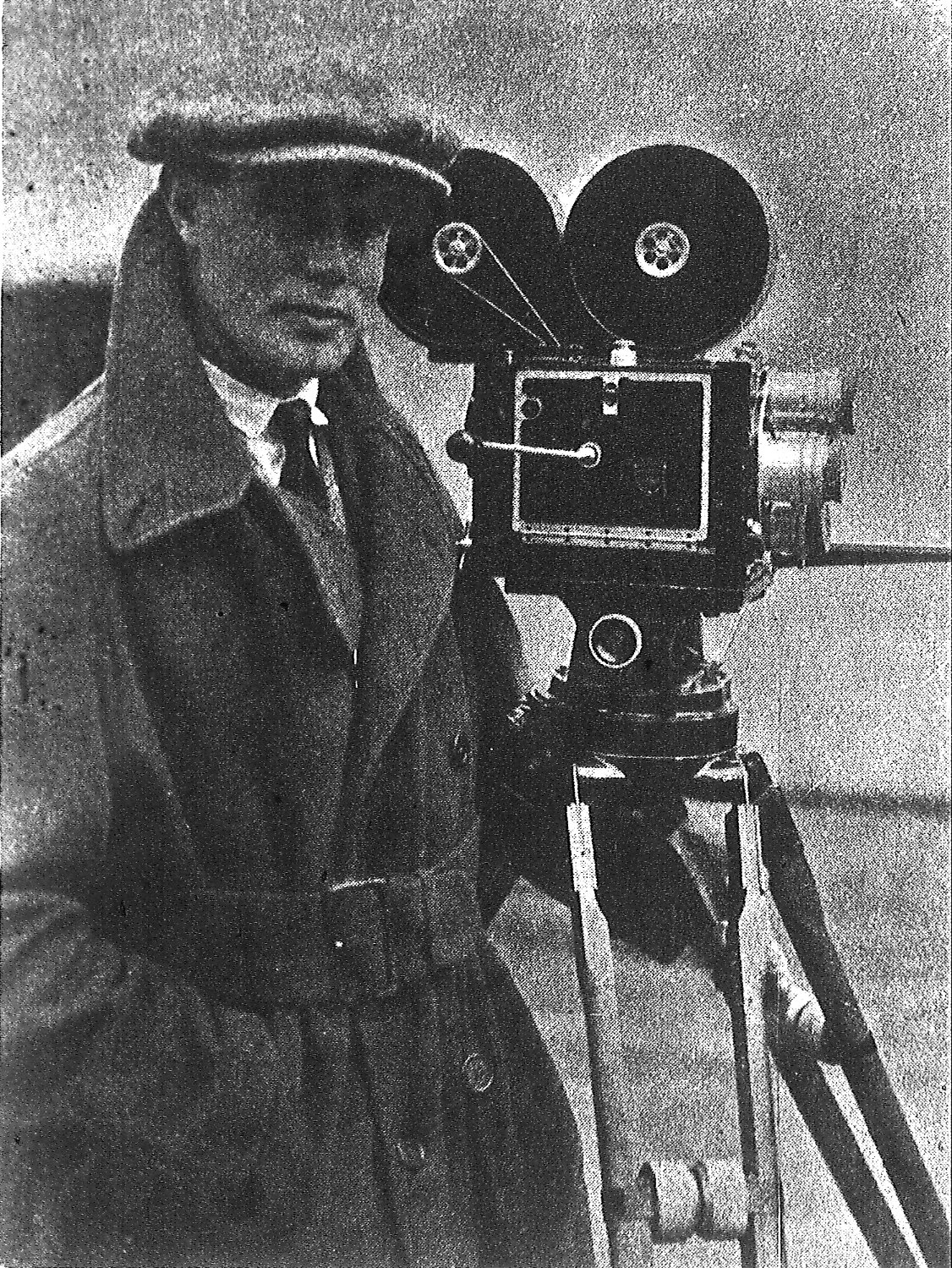
撮影監督ジェイムズ・ヴァン・トゥリーズと彼の新しいミッチェルスタンダード撮影機（1922年）。

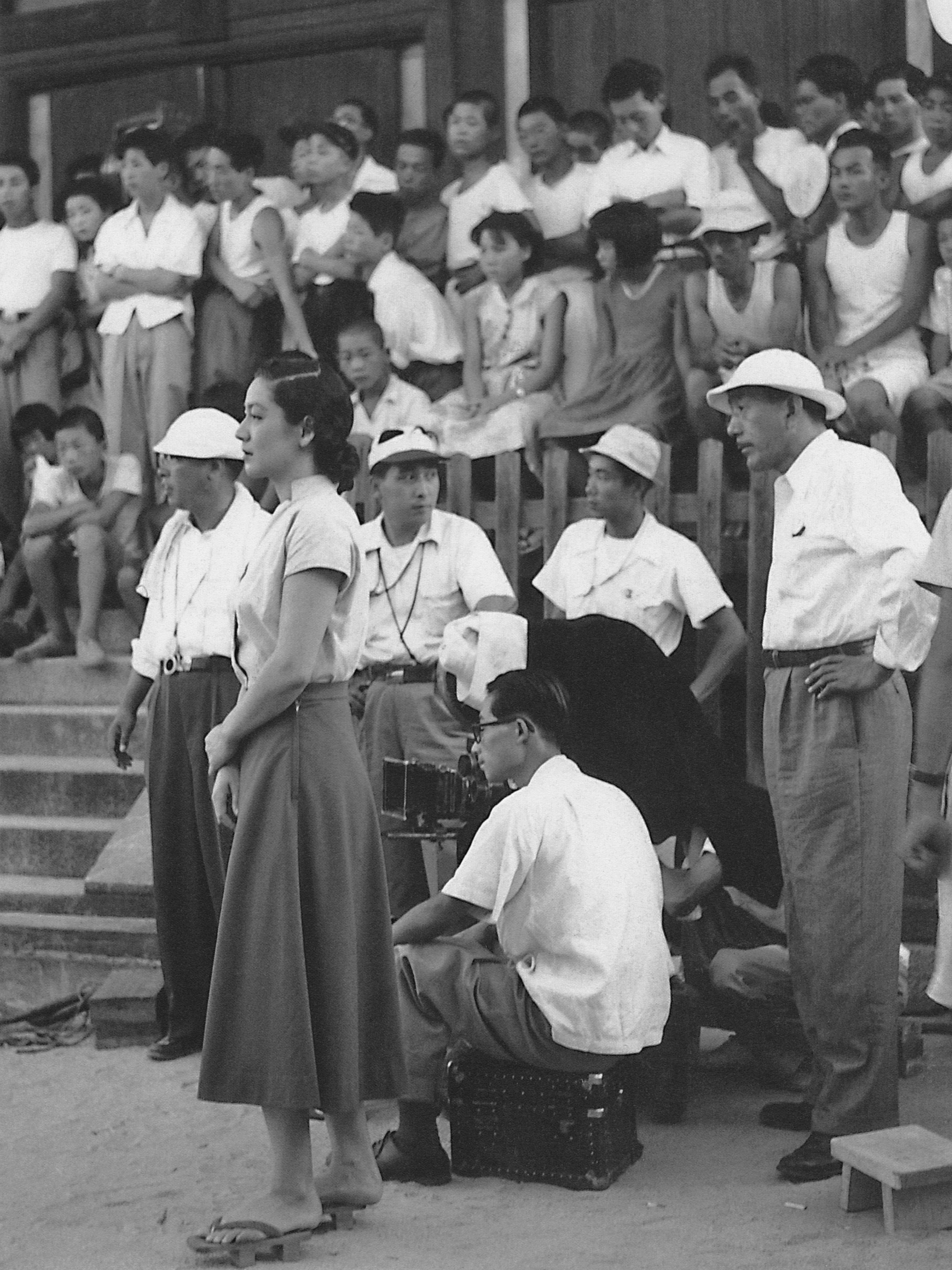
『東京物語』撮影中の小津安二郎、原節子、中央ローアングルに据えられるミッチェルNC型撮影機。

ミッチェル撮影機（ミッチェルさつえいき、英語: Mitchell Camera）は、かつて存在したアメリカ合衆国の撮影機の製造企業（英語: Mitchell Camera Corporation）、そしてその製品（撮影機）のラインである。1919年（大正8年）、ヘンリー・ボガーとジョージ・アルフレッド・ミッチェルのふたりが設立、1985年（昭和60年）に買収されて消滅した。

## 略歴・概要
同社の最初の撮影機は、1917年（大正6年）にジョン・E・レナードが設計・特許取得したもので、1920年（大正9年）、それはミッチェルスタンダード撮影機として知られることになる。遊星連動式の可変開角度シャッター（合衆国特許1,297,703号）と、ユニークなラック・オーヴァー設計（合衆国特許1,297,704号）を備えたものであった。
ミッチェル社は、テクニカラー式の三色法カメラのための機械部分を供給し（1932年）、他の65mmフィルム（70mmフィルム）やビスタビジョン改造機を供給し、後には、ノーマルスピードにも高速度撮影にも堪えうる完全な65mmフィルム用撮影機やビスタビジョン用撮影機を供給した。
三頭付の背景板式映写機は、テクニカラーの三色法処理に発展した。ミッチェルピン登録処理映写機（MPRPP）の初期の1台は、『風と共に去りぬ』（1939年）で使用された。シリアルナンバーは2番であった。このシステムは、ブルーバックあるいはグリーンバック撮影と張り合える時代であった1990年代にも使用された。
1953年（昭和28年）3月、ジョージ・アルフレッド・ミッチェルは、ミッチェル撮影機の設計・開発および映画撮影の分野における継続的・支配的な存在に対して、第25回アカデミー賞でアカデミー名誉賞を受賞している。
米国でも日本でも、大型のミッチェル撮影機が愛用された。日本の松竹蒲田撮影所にミッチェル撮影機が導入されたのは、1928年（昭和3年）であった。
ジャン＝リュック・ゴダールは、『はなればなれに』『男性・女性』ではアリフレックスと併用して、『アルファヴィル』ではカメフレックスと併用して、『万事快調』『女は女である』ではロケではカメフレックス、スタジオ撮影ではミッチェルを使用している。『女と男のいる舗道』ではミッチェルだけで撮った。『ベトナムから遠く離れて』（1967年）の第6章『カメラ・アイ』でゴダールとともに登場するのがミッチェル撮影機である。小津安二郎もミッチェルNC型撮影機を愛用しており、2003年（平成15年）10月23日に発行された小津安二郎生誕100年の記念切手『映画監督青春の地』は、小津がミッチェル撮影機とともに映る写真を80円切手にデザインしている。
1969年（昭和44年）3月、ミッチェル社は、トッドAOとともに、第41回アカデミー賞でアカデミー科学技術賞を受賞している。
1985年（昭和60年）、リー・インターナショナルに買収されて消滅した。

## おもなモデル
- ミッチェルスタンダード撮影機 - 最初の「ミッチェル撮影機」、1920年。
- ミッチェルGC型撮影機 - 高速度撮影、秒間128コマまで可変
- ミッチェルNC型撮影機, ミッチェルBNC型撮影機 - NCは「ニュースリール・カメラ」、BNCは「ブリンプト・ニュースリール・カメラ」の略であり、後者には防音装置が付属している。1932年に発表された、トーキー撮影のために改良されたモデルである。20世紀の大部分にわたって、ハリウッドの映画製作におけるデファクトスタンダードとなった。両機のヘッド部分は、シネマ・プロダクツ社の「XR35型」に使用された。同型は、シネマ・プロダクツ社がミッチェル社のサウンド撮影機の基礎にたくさんの改良を重ねたものである。
- ミッチェルSS型撮影機 - シングル・システム・カメラ、第二次世界大戦中を通じておもにアメリカ陸軍通信隊（英語版）に使用された。「ミッチェルNC」を高度に改良したものである。
- ミッチェルビスタビジョン型撮影機 - パラマウント映画のビスタビジョンを使用してのサウンド撮影のための撮影機である。『十戒』（1956年）とそれ以降の採用であって、それ以前の初期のビスタビジョンでは、ステイン改造機やテクニカラー三色法カメラ改造機を使用していた。ジョージ・ルーカスは『スター・ウォーズ』（1977年）の合成用の大きめのサイズのネガにビスタビジョンを使用した。
- ミッチェルFC型撮影機, ミッチェルBFC型撮影機 - FCは「フォックス・カメラ」、BFCは「ブリンプト・フォックス・カメラ」の略であり、それぞれ「ミッチェルNC」、「ミッチェルBNC」の65mmフィルム（70mmフィルム）版である。20世紀フォックスのトッドAOシステムの改良とともに発表された。『南太平洋』（1958年）とそれ以降の採用。
- ミッチェルNCR型撮影機, ミッチェルBNCR型撮影機 - それぞれ「ミッチェルNC」、「ミッチェルBNC」のレフ（鏡反射）版である。
- ミッチェル16型撮影機 - 「ミッチェルスタンダード撮影機」の多用途性をもつ登録ピン16mmフィルム用撮影機である。
- ミッチェルR16型撮影機 - 「ミッチェルR16」のレフ（鏡反射）版、ミッチェルR16DS型撮影機（両側穿孔）とミッチェルR16SS型撮影機（片側穿孔）の2種類がある。テレビのニュース取材やニュース映画製作に多く使用された。